# Ne idi od mene
Ne idi od mene är Marina Živkovićs andra studioalbum, utgiven år 1997, via Vujin Trade.

## Låtlista
1. Ne idi od mene
2. Pa šta
3. Koža mi je tesna
4. Mene ljubav neće
5. Časne sestre
6. Pet godina
7. Ti si melem
8. Krv mi otrovna
9. Živi s drugom
10. Varaš lažeš